# Кваст, Александр Фердинанд
Александр Фердинанд Кваст (нем. Alexander Ferdinand Wilhelm Robert von Quast; барон; 23 июня 1807 — 11 марта 1877) — немецкий археолог и архитектор.
Опубликовал: «Altchristl. Bauwerke in Ravenna» (Берл., 1842); «Die roman. Dome zu Mainz, Speyer und Worms» (Б., 1853); «Entwickelung der christl. Baukunst des Mittelalters» (Б., 1858) и др. 
Вместе с Г. Отто издавал журнал «Zeitschrift für christl. Archäologie und Kunst» (2 т., Лпц., 1857—1860).